# آن كوك (موسيقية)
آن كوك (بالإنجليزية: Ann Cook)‏ هي موسيقية أمريكية، ولدت في 10 مايو 1903 في سانت فرانسيسفيل في الولايات المتحدة، وتوفيت في 29 سبتمبر 1962 في نيو أورلينز في الولايات المتحدة.